# Раковище
Рако́вище —  село в Україні, в Шептицькому районі Львівської області. Населення становить 98 осіб.

## Географія
Село розташоване на правому березі річки Кийський Потік.